# Edvard VI av England
Edvard VI (engelska: Edward VI), född 12 oktober 1537 på Hampton Court Palace, död 6 juli 1553 på Greenwich Palace, blev kung av England och Irland den 28 januari 1547 vid nio års ålder, och kröntes den 20 februari samma år. Edvard var son till Henrik VIII av England och dennes tredje hustru Jane Seymour. Han var den tredje monarken av huset Tudor, och den första kungen av England som fick en protestantisk uppfostran. 
Då Edvard aldrig uppnådde myndig ålder styrdes England under hans regeringstid av en förmyndarregering. Denna stod under ledning av kungens morbror, Edward Seymour, 1:e hertig av Somerset, som sedan efterträddes av John Dudley, 1:e hertig av Northumberland.
Edvards regeringstid präglades av ekonomiska problem och samhällsförändringar som år 1549 ledde till utbrott av oro och uppror. Ett krig mot Skottland som inledningsvis var framgångsrikt slutade i nederlag. Den engelska kyrkans övergång till protestantismen genomfördes under Edvard som trots sin ringa ålder var mycket intresserad av religiösa frågor. Även om Henrik VIII hade brutit banden mellan den engelska kyrkan och den katolska kyrkan tillät han aldrig att man lämnade de katolska doktrinerna och ceremonierna. Bland de reformer som genomfördes under Edvard märks att det prästerliga celibatet avskaffades och den liturgiska mässan byttes ut mot gudstjänster på engelska. Mannen bakom de flesta av reformerna var Thomas Cranmer, ärkebiskop av Canterbury, som skrev den Book of Common Prayer som blev obligatorisk och som fortfarande används i engelska kyrkan.
Edvard blev sjuk i januari 1553 och när man insåg att denna sjukdom skulle ha dödlig utgång beslutade han i samarbete med förmyndarregeringen att försöka förhindra att kungens halvsyster, den katolska Maria, skulle efterträda honom på tronen och återbörda England till den katolska kyrkan. Man författade därför en sorts testamente, Devise for the Succession, där man i strid med den successionsordning som antagits av parlamentet under Henrik VIII, tredje successionsakten, försökte förbigå både Marias och kungens andra halvsyster Elisabets rätt till tronen för att istället lämna över kronan till lady Jane Grey. Stödet för Maria, som legitim tronarvinge, var dock för starkt, och Jane Grey avsattes efter att ha regerat i bara nio dagar. Maria försökte sedan upphäva den reformerta lagstiftning som Edvard genomdrivit, men efter hennes död år 1558 kom Elisabet I att se till att det protestantiska arvet efter Edvard VI levde vidare.

## Barndom och uppväxt

### Födelse
Prins Edvard föddes den 12 oktober 1537 i sin mors gemak på Hampton Court i Middlesex. Han var son till Henrik VIII av England och dennes tredje hustru Jane Seymour. När det tillkännagavs att en manlig tronarvinge fötts utbröt spontana firanden och hyllningar av prinsen "som vi under så lång tid hungrat efter". I kyrkorna sjöngs Te Deum, man tände bål och "det sköts den kvällen över två tusen kanonsaluter vid Towern". Drottning Jane, som verkade återhämta sig snabbt efter förlossningen, lät sända ut brev som skrivits och undertecknats i förväg där hon tillkännagav att det hade fötts "en prins, avlad i det högst lagliga äktenskapet mellan min Herre Konungens Majestät och oss". Edvard döptes den 15 oktober. Hans halvsyster Maria agerade gudmor, och hans andra halvsyster Elisabet bar hans dopkläde, och ceremonimästaren, eller Garter Principal King of Arms utropade att den lille prinsen var hertig av Cornwall och earl av Chester. Den 23 oktober blev dock drottningen sjuk, hon avled natten därpå till följd av barnsängsfeber. Henrik VIII skrev till Frans I av Frankrike att "Guds försyn ... har blandat min glädje med bitterhet över att hon har dött som skänkte mig denna lycka".

### Uppfostran och utbildning
| Prins Edvard som spädbarn i praktfull klädsel. Målning av Hans Holbein d.y.. |  | Prins Edvard vid 9 års ålder, med prinsens av Wales krona på hängsmycket. |
| Prins Edvard som spädbarn i praktfull klädsel. Målning av Hans Holbein d.y.. |  | Prins Edvard vid 9 års ålder, med prinsens av Wales krona på hängsmycket. |

Edvard var ett friskt barn med god aptit redan när han ammades. Hans fars glädje över sonen var mycket stor, i maj 1538 berättade ett vittne hur han sett kungen "nojsa med honom i sina armar ... och hålla upp honom i ett fönster i folkets åsyn för att inge dem stor förtröstan". I september samma år rapporterade Henriks Lord Chancellor, Thomas Audley, 1:e baron Audley av Walden, att Edvard växte snabbt och var vid god vigör, och det finns även andra källor som beskriver honom som en välvuxen och glad pojke. Den historieskrivning som gjort gällande att Edvard var ett sjukligt barn har motsagts av den senaste forskningen. Vid fyra års ålder drabbades prinsen av en livshotande febersjukdom, men trots enstaka sjukdomar och dålig syn åtnjöt prinsen huvudsakligen god hälsa fram till de sista sex månaderna av sitt liv. (År 1552 drabbades Edvard också av lindriga anfall av mässling och smittkoppor.)
Tidigt placerades Edvard i eget hushåll under överinseende av Margaret Bryan som utnämndes till hans lady Mistress, en sorts blandning mellan en hovföreståndarinna och guvernant, och Blanche Milborne, och slutligen av Sybil Penn. Upp till sex års ålder uppfostrades prinsen, som han själv senare kom att uttrycka det i sin dagbok, "bland kvinnorna". Det formella hov som bildades runt prinsen förestods först av sir William Sidney, och senare av sir Richard Page som var styvfar till Edward Seymours hustru, Anne Stanhope. Henrik var noga med att sonens hushåll skulle nå upp till de allra högsta krav på säkerhet och hygien, och han underströk att Edvard var "hela detta rikes mest värdefulla juvel". Besökare beskrev prinsen, som var mycket generöst utrustad med leksaker och bekvämligheter, bland annat sin egen grupp med minstrels, som ett barn som var väl tillfreds.
När Edvard var sex år gammal inleddes hans formella utbildning under ledning av biskop Richard Cox och John Cheke. Edvard beskrev själv att fokus låg på "studier i språk, bibellära, filosofi och samtliga de fria konsterna". Han undervisades också av Roger Ascham som även var informator åt Elisabet i franska, spanska och italienska. Det är även känt att Edvard studerade geometri och att han fick lära sig spela flera instrument, bland annat luta och virginal. Han samlade på jordglober och kartor och utvecklade enligt valutahistorikern C. E. Challis tidigt en förståelse för ekonomi som visade på hög intelligens. Den religiösa utbildning Edvard fick var huvudsakligen reformert. De personer som kom att tjäna för prinsens religiösa behov utsågs antagligen av  Thomas Cranmer, ärkebiskop av Canterbury, som var en framstående reformivrare. Både Cox och Cheke var konverterade katoliker som influerats av Erasmus av Rotterdam, och de kom båda senare att tvingas i exil under Marias regeringstid. Redan år 1549 hade Edvard hunnit skriva en avhandling där påven beskrivs som Antikrist, och han skrev flera betraktelser kring teologiska problem. Man kan dock finna flera katolska drag i den unge Edvards religionsutövning, bland annat firade han liturgisk mässa och vördade reliker och bilder av helgon.
Edvards halvsystrar Maria och Elisabet var honom båda mycket tillgivna och besökte honom ofta. Vid ett tillfälle gav Elisabet honom i gåva en skjorta "av hennes egen tillverkning". Edvard uppskattade Marias sällskap även om han ogillade hennes förkärlek för utländska danser. "Jag älskar dig mest" skrev han till henne år 1546. År 1543 bjöd Henrik VIII alla sina barn till hovet för att fira jul tillsammans, vilket var ett sätt att visa att han försonats med döttrarna sedan båda blivit förklarade illegitima och uteslutna ur tronföljden. Våren 1544 lät Henrik genomdriva en ny successionslag som återinsatte döttrarna i tronföljden och som också slog fast att om kungen dog innan Edvard blivit myndig så skulle en förmyndarregering utses. Att kungafamiljen kunde återförenas i någon form av harmoni kan ha varit tack vare Henriks sjätte hustru Katarina Parr som snabbt lyckades bli vän med kungens tre barn. Edvard kallade henne sin "allra käraste mor" och i september år 1546 skrev han till henne: "Jag mottog så mycket som gagnat mig av Eder att mitt sinne knappt kan omfatta det".

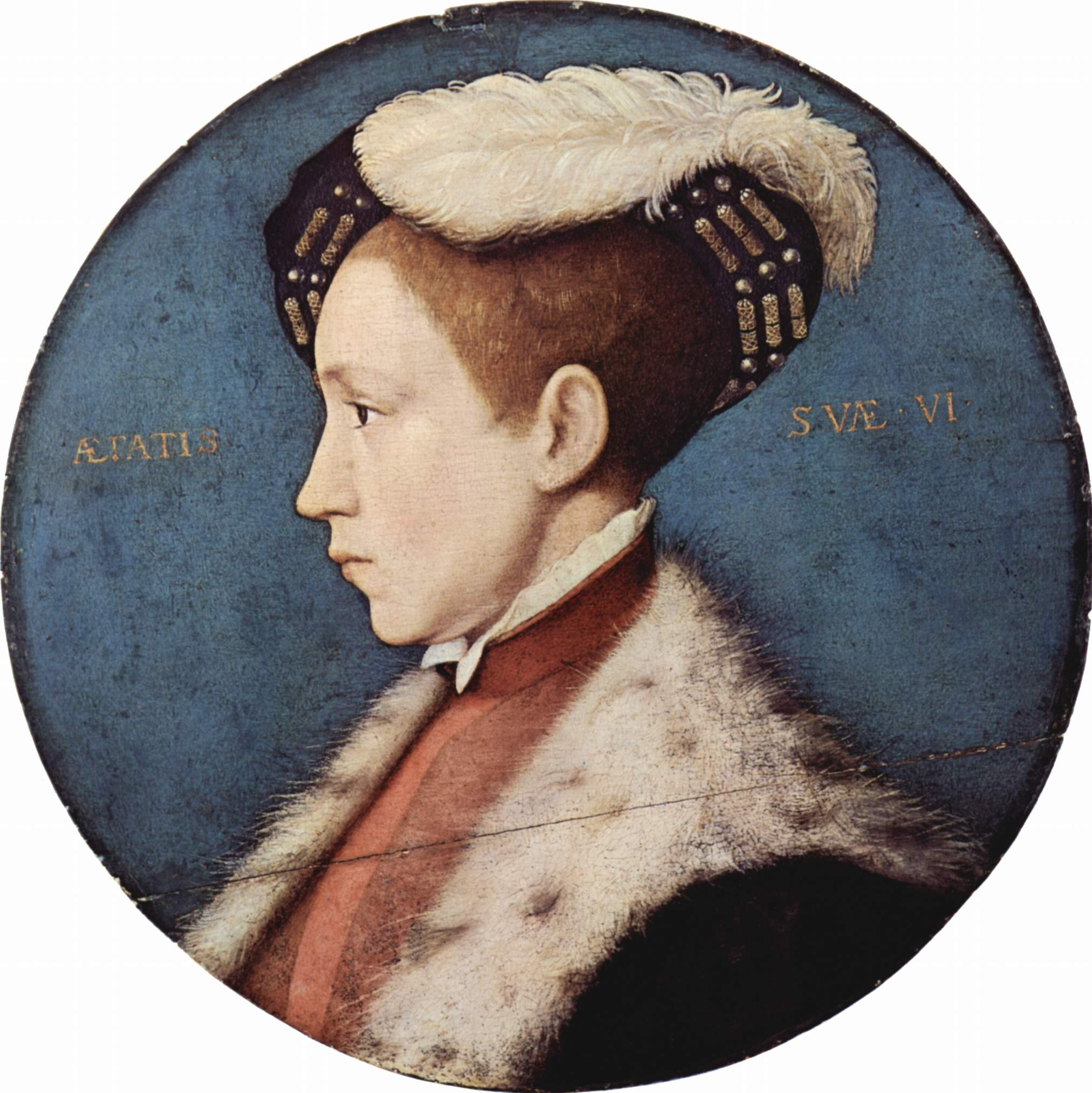
Miniatyr av Edvard av okänd konstnär cirka 1543 - 1546.

Edvard försågs med jämnåriga lekkamrater, bland annat ett barnbarn till Edvards kammarherre sir William Sidney som erinrade sig som vuxen att prinsen varit "ett fantastiskt rart barn, med mycket mild och generös läggning". Edvard utbildades tillsammans med framstående ädlingars söner som särskilt utsetts att ingå i hans uppvaktning, som en sorts hov i miniatyr. Bland dessa blev Barnaby Fitzpatrick, son till en irländsk pär, en särskilt nära vän till prinsen. Edvard var mer angelägen om studierna än vad hans klasskamrater var och han förefaller ha överglänst dem alla. Han drevs av pliktkänsla, men även av sin vilja att tävla med, och överträffa, sin halvsyster Elisabet, vars akademiska framgångar var omtalade. Edvard levde i högst kungliga omgivningar, hans rum var behängda med flamländska gobelänger och hans kläder, böcker och bestick var prydda med juveler och guld. Liksom sin far var Edvard fascinerad av militär konst och flera av porträtten av prinsen visar honom bärande en juvelbesatt dolk, precis som vi kan se på porträtten av Henrik VIII. Edvard skriver entusiastiskt i sin dagbok om till exempel de engelska krigen mot Frankrike och Skottland och om äventyr såsom det tillfälle då John Dudley, 1:e hertig av Northumberland nästan blev tillfångatagen vid Musselburgh år 1547.

### "Det hårdhänta frieriet"
Den 1 juli år 1543 undertecknade Henrik VIII Greenwichfördraget med skottarna, varpå freden beseglades med en trolovning mellan Edvard och den sju månader gamla Maria Stuart. Skottarnas förhandlingsposition var svag efter deras förödande förlust i slaget vid Solway Moss föregående november,  och Henrik krävde därför att Maria skulle lämnas över till honom för att uppfostras i England. När skottarna valde att bryta fördraget i december år 1543 för att istället återuppväcka den uråldriga alliansen med Frankrike blev Henrik ursinnig. I april år 1544 befallde han Edvards morbror Edward Seymour, 1:e hertig av Somerset att invadera Skottland och "Låta allt förgås av eld och svärd, bränna staden Edinburgh, som ska vara så raserad och vanställd när du har plundrat och tagit vad du kan av den, att där för alltid kommer att återstå ett evigt minne av hur Guds hämnd drabbat dem som en blixt för deras falskhet och svek". Seymour åtlöd befallningen genom att bedriva det råaste anfallskrig som England någonsin utsatt skottarna för. Detta krig, som kom att utkämpas ända in i Edvards regeringstid, har blivit känt i historien som "Det hårdhänta frieriet" (The Rough Wooing).

## Trontillträde
Henrik VIII dog den 28 januari år 1547, när Edvard bara var nio år. En grupp ledande medlemmar av kungens kronråd, under ledning av Edward Seymour och William Paget bestämde sig för att skjuta fram tillkännagivandet av kungens bortgång tills de hunnit se till att prinsens trontillträde skulle gå smidigt. Seymour och sir Anthony Browne som var riksstallmästare begav sig till Hertford för att hämta Edvard och förde honom till Enfield, där Edvards halvsyster Elisabet bodde. Edvard och Elisabet fick där veta att deras far var död, och de fick hans testamente uppläst för sig. Lordkanslern, Thomas Wriothesley, 1:e earl av Southampton tillkännagav kungens bortgång inför parlamentet den 31 januari, och det befalldes att Edvard offentligen skulle utropas till kung. Den nye kungen fördes därefter till Towern i London där han mottogs med storslagna hyllningar. Dagen därpå samlades representanter för rikets främsta adelsätter i Towern i syfte att svära trohetsed till Edvard, och Edward Seymour utropades till ledare för förmyndarregeringen som Lord Protector, en slags riksföreståndare. Henrik VIII begravdes på Windsor Castle den 16 februari; i enlighet med hans önskan placerades han i samma grav som Jane Seymour.
Edvards kröning ägde rum söndagen den 20 februari i Westminster Abbey, och blev den första kungakröningen i England på nästan 40 år. Ceremonin kortades ner med tanke på kungens låga ålder, men även då reformationen i England innebar att vissa inslag ansågs vara alltför katolska. Kvällen före kröningen red Edvard i procession från Towern till Palace of Westminster genom hyllande folkmassor och tablåer, varav många lånat motiv från en tidigare gossekungs kröning – Henrik VI av Englands. Under kröningsgudstjänsten bekräftade Cranmer Suprematieakten och kallade Edvard för en andra Josia, under det att han manade honom att fortsätta genomföra reformationen av den engelska kyrkan. Efter gudstjänsten hölls en festbankett på Westminster Hall där Edvard, vilket han senare beskrev i sin dagbok, satt i högsätet och åt sin måltid med kronan på huvudet.

## Förmyndarregeringen under Somerset

### Regentrådet

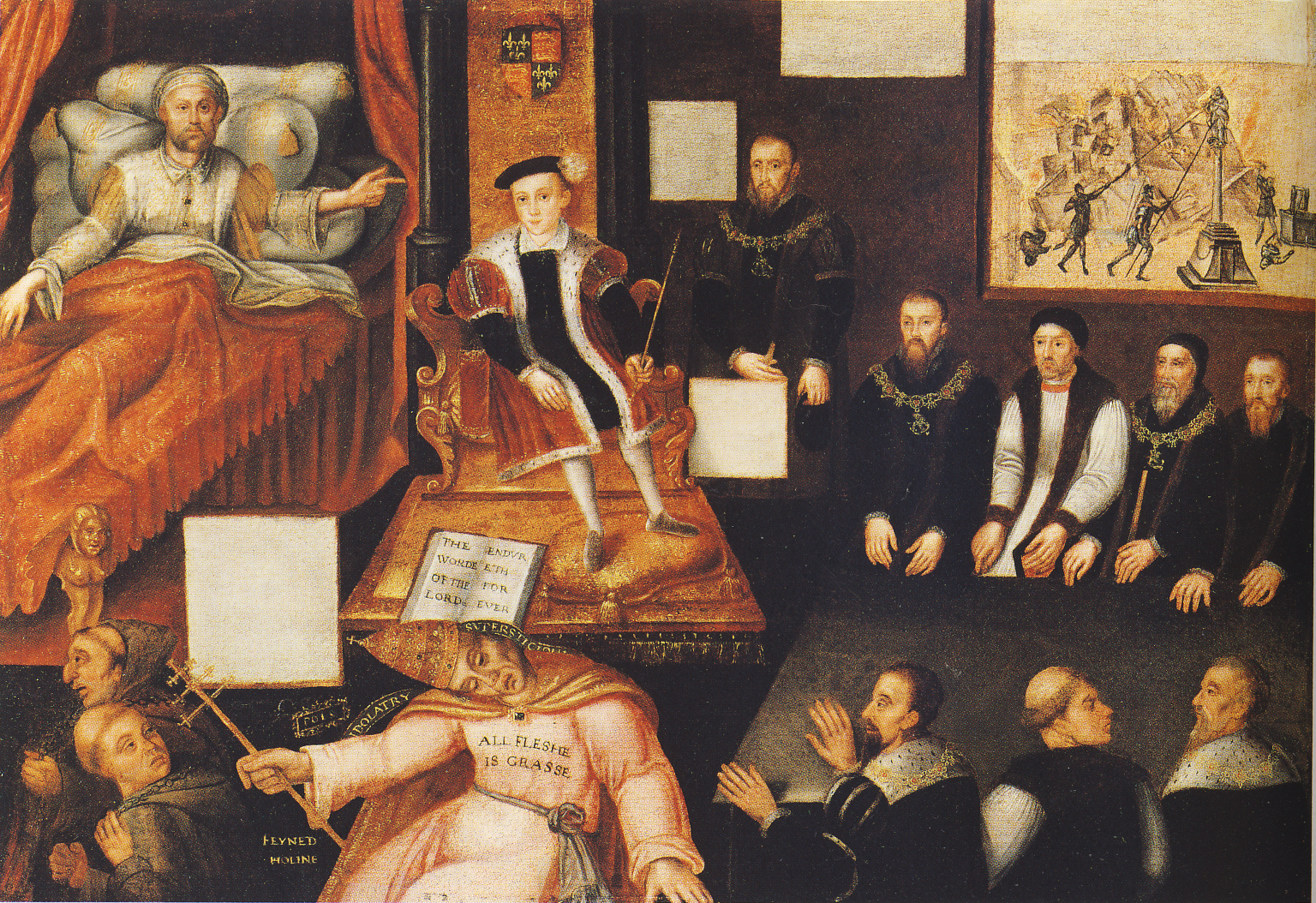
Edward VI and the Pope: An Allegory of the Reformation. Denna propagandamålning av okänd upphovsman från den elisabetanska eran visar hur Henrik VIII lämnar över makten till Edvard VI. Uppe till höger ser man hur helgonbilder slås sönder, och jämte Edvard ses hertigen av Somerset och några medlemmar av kronrådet.

Henrik VIII:s testamente räknade upp sexton exekutorer som skulle fungera som Edvards kronråd fram till dess att han blev myndig. Dessa exekutorer skulle ha tillgång till ytterligare tolv namngivna rådgivare vid behov. Innehållet i Henrik VIII:s testamente har legat till grund för konflikter mellan historiker genom tiderna. Vissa har hävdat att personer i kungens närmaste krets ska ha manipulerat antingen honom eller testamentet för att åstadkomma en situation som gav dem största tänkbara makt. Enligt denna teori ändrades sammansättningen på kungens närmaste uppvaktning mot slutet av 1546 för att ge utrymme åt så många reformivrare som möjligt.
Därtill kom att två konservativa rådgivare miste sin ställning inom kungens närmaste krets av rådgivare: Stephen Gardiner tilläts inte tillträde till kungen under hans sista månader av sjukdom, och Thomas Howard, 3:e hertig av Norfolk anklagades för högförräderi – dagen före kungens död beslagtogs hertigens enorma egendomar och han fick sedan tillbringa hela Edvards regeringstid i Towern. Andra historiker har menat att uteslutandet av Gardiner hade andra orsaker än religion, att Norfolk inte var särdeles konservativ i religiösa frågor, att många konservativa satt kvar i Privy Council och att man kan ifrågasätta hur radikala kungens närmaste män, såsom sir Anthony Denny som var den som förvarade stämpeln som användes för att kopiera kungens namnteckning, egentligen var.
Hur som helst följdes Henrik VIII:s bortgång av ett ymnigt bortskänkande av titlar och kronans egendomar till testamentsexekutorerna och deras släkt och vänner. Testamentet innehöll en "ofullbordade gåvor-klausul" som tillät att land och titlar på detta sätt kunde delas ut. Främst av alla gagnades Edward Seymour som utsågs till Lord Protector, Guvernör över Kungens Person, och upphöjdes från att ha varit earl av Hertford till att bli hertig av Somerset.
Beslutet att utnämna en Lord Protector stred mot vad Henrik VIII förordnat i sitt testamente. Han hade uttryckligen bestämt att förmyndarregeringen skulle fatta gemensamma beslut, och att ingens röst skulle väga tyngre än någon annans. Bara några dagar efter Henriks död hade dock exekutorerna beslutat att förse Somerset med i det närmaste kungliga privilegier och makt. Tretton av de sexton exekutorerna ställde sig bakom detta beslut, och menade att det var ett beslut som de hade rätt att i enighet fatta enligt Henrik VIII:s testamente. De generösa gåvor som delades ut kan ses som mutor från Seymour till exekutorerna. Det är känt att Seymour gjort upp med William Paget, Henry VIII:s privatsekreterare, och att han också försäkrat sig om stöd från sir Anthony Browne, som var en av Henriks kammarherrar.
Utnämningen av en Lord Protector var i enlighet med historisk tradition. Somersets lämplighet för posten underströks genom hans militära framgångar i Skottland och Frankrike. I mars 1547 utverkade han av kungen nästintill kunglig makt att själv utnämna medlemmar av kronrådet och att endast rådgöra med dem när han själv önskade. Som historikern Geoffrey Elton uttryckt det: "från det ögonblicket var hans autokratiska system fullbordat". Han styrde fortsättningsvis främst genom tillkännagivanden, och kallade egentligen bara in rådet när han ville att de skulle signera de beslut han redan fattat.
Somerset lyckades ta över makten på ett smidigt och effektivt sätt. François van der Delft, som var kejserlig ambassadör, rapporterade att "han styr allenarådande och absolut", med Paget som sin sekreterare, men Delft förutsåg också att han kunde få problem med John Dudley som nyligen upphöjts till earl av Warwick. Under protektoratets första tid var det dock endast Thomas Wriothesley, 1:e earl av Southampton, som var lordkansler, och Somersets egen bror Thomas Seymour, som vågade yttra kritik mot honom. Wriothesley, som var konservativ i religiösa frågor, motsatte sig at Somerset kunde utöva kunglig makt över kronrådet. Somerset såg då till att han blev fråntagen sitt ämbete efter att ha anklagats för nepotism.

### Thomas Seymour
Det motstånd Thomas Seymour, Somersets egen bror, uppvisade var svårare för Somerset att angripa. I egenskap av kungens morbror krävde Thomas Seymour att få överta guvernörskapet för kungens person samt en plats i kronrådet. Somerset försökte muta sin bror med en barontitel, utnämningen till lordamiral samt en plats i kronrådet, men Thomas Seymour siktade högre än så. Han började smuggla in extra fickpengar till den lille kungen, medan han talade om för Edvard att Somersets snålhet gjorde honom till en "tiggarkung". Han uppmuntrade också kungen att göra sig av med Somerset inom två år så att han skulle kunna "utöva regeringsmakt som andra kungar gör",  men Edvard som uppfostrats att böja sig för kronrådet föreföll inte hugga på Seymours bete. I april använde Seymour kungens tillåtelse för att gå bakom ryggen på Somerset och kronrådet och gifta sig med Henrik VIII:s änka, Katarina Parr. Härigenom tog han över änkedrottningens hushåll, där även den 11-åriga lady Jane Grey och den 13-åriga lady Elisabet ingick.
Sommaren 1548 uppvaktade Seymour den unga Elisabet, vilket uppdagades av Katarina Parr. Elisabet skickades därför iväg för att istället bo hos Anthony Denny. I september avled Katarina Parr i barnsäng, och Thomas Seymour återupptog omedelbart sin uppvaktning av Elisabet, i syfte att gifta sig med henne. Elisabet uppskattade måhända uppvaktningen, men liksom Edvard var hon ovillig att göra något utan tillåtelse från kungens Privy Council. I januari år 1549 lät kronrådet arrestera Thomas Seymour och han anklagades för bland annat förskingring av kungliga medel. Kung Edvard, som Thomas Seymour hade planerat gifta bort med Jane Grey, vittnade själv mot sin morbror, och berättade om de insmugglade fickpengarna. Då tydliga bevis på högförräderi saknades kunde han inte åtalas. Somerset utfärdade därför en särskild befallning, en så kallad Act of Attainder, som tillät att Thomas Seymour avrättades utan dom. Seymour halshöggs den 20 mars år 1549.

### Krig
Somersets främsta tillgång var hans tveklösa skicklighet som soldat, vilken han hade bevisat i kriget mot Skottland och under försvaret av Boulogne-sur-Mer år 1546. Hans främsta intresse som Lord Protector var därför kriget mot Skottland. Efter en förkrossande seger i Slaget vid Pinkie Cleugh i september 1547 lät han befalla att ett nätverk av engelska garnisoner skulle sträcka sig ända till Dundee. Dessa framgångar följdes dock av problem med att bestämma hur krigföringen skulle fortsätta, då hans dröm om att kunna förena kungarikena genom erövringskrig blev allt mer orealistisk. Skottarna fick till stånd en allians med Frankrike, som skickade styrkor för att försvara Edinburgh år 1548. Den skotske kungen Jakob V av Skottland skickade sin dotter Maria Stuart till Frankrike där hon trolovades med den franske kronprinsen. Detta drag satte stopp för alla planer att gifta bort henne med Edvard VI. De garnisoner Somerset lämnat i Skottland visade sig vara nära att knäcka statsfinanserna.  Ett franskt anfall mot Boulogne i augusti år 1549 tvingade till slut Somerset att inleda en reträtt från Skottland.

### Uppror

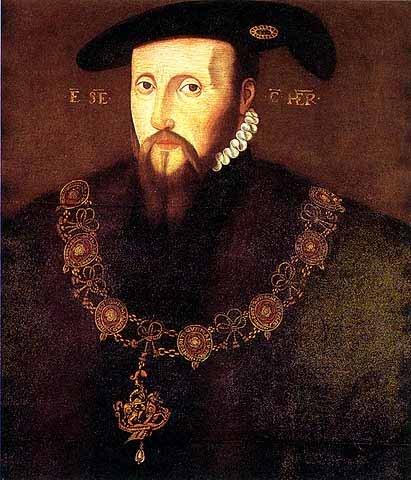
Edvard VI:s morbror, Edward Seymour, hertig av Somerset, regerade England i den minderårige kungens namn som Lord Protector från 1547 till 1549. Porträtt av okänd konstnär.

Under 1548 spred sig oron i England. Från och med april 1549 bröt en serie väpnade uppror ut, sporrade av både religiöst och ekonomiskt missnöje. De två allvarligaste upproren, som krävde att staten satte in militär, var de i Devon och Cornwall, och i Norfolk. Det första upproret kallas ibland för the Prayer Book Rebellion, och grundade sig huvudsakligen i befallningen att gudstjänster skulle hållas på engelska. Det andra upproret, under ledning av en handelsman vid namn Robert Kett (varför upproret brukar gå under namnet Kett's Rebellion), orsakades främst av konflikter som uppstod när framstående lorder beslöt inhägna betesmark som tidigare varit allmänning. En komplikation var att upprorsmännen trodde att deras handlingar var lagliga och skulle vinna kronans stöd, då de ansåg att det var lorderna som bröt mot lagen.
Samma förklaringar till revolter hördes över hela landet, inte bara i Norfolk och i väster. Det faktum att man trodde att kronan, det vill säga Somerset, skulle sympatisera med upprorsmännen härrör troligen från den serie motsägelsefulla tillkännagivanden Somerset gjorde under denna tid. Vissa av dessa tillkännagivanden innehöll uttryck av sympati med de bybor som fått sina allmänningar inhägnade av lokala lorder och meddelade att kronan ämnade vidta åtgärder, andra tillkännagivanden gav amnesti åt personer som förstört sådana inhägnader "av dårskap och av misstag", så länge gärningsmännen ångrade sig. Ytterligare en orsak till förvirringen var de kommittéer Somerset satte ihop för att lösa konflikter om inhägnader mellan fårfarmare i norra England. Dessa utskickade representanter leddes av en reformivrare vid namn John Hales, som med sin retorik lyckades bygga upp en koppling mellan frågan om inhägnader och reformert teologi och uppfattningen om det gudaktiga samväldet. Lokala grupper av bönder uppfattade ofta att dessa kommittéer gav dem tillstånd att agera mot de lorder som inhägnade allmänningar. Kung Edvard skrev i sin dagbok att upproren 1549 började "för att vissa kommittéer hade skickats ner för att plocka ner inhägnader".
Vad än allmänheten tyckte om Somerset så sågs de katastrofala händelserna under 1549 som ett enormt misslyckande från regeringens sida, och kronrådet var inte sena att peka ut Somerset som den skyldige. I juli 1549 skrev Paget till Somerset: "Varje man i kronrådet har ogillat dina handlingar ... jag önskar vid Gud att du så fort saker började röra på sig hade vidtagit starka åtgärder och framkallat att högtidlig rättvisa skipats till andras förfäran ...".

### Somersets fall
Den serie händelser som ledde fram till Somersets fall har ofta kallats en statskupp. Någon gång före den 1 oktober 1549 hade Somerset förvarnats om att hans maktposition var hotad. Han lät utfärda ett tillkännagivande där han uppmanade folk att stödja honom, och tog sedan den unge kungen med sig och drog sig tillbaka till säkerheten på Windsor Castle, där Edvard skrev: "Jag tror jag sitter fängslad". Under tiden lät kronrådet tillkännage detaljer om felbeslut och vanskötsel av styret och ekonomin under Somerset. De påtalade också att hertigens makt utgick från dem, inte från Henrik VIII:s testamente. Den 11 oktober lät rådet arrestera Somerset och Edvard fördes till Richmond. Edvard sammanfattade anklagelserna mot Somerset i sin dagbok: "ärelystnad, högfärd, att ha startat förhastade krig i min ungdom, vanskötsel av Newhaven (Ambleteuse i nuvarande Frankrike), att ha berikat sig ur mina skatter, att ha följt sina egna åsikter och att ha gjort allt med (endast) egen myndighet". I februari 1550 framträdde John Dudley, earl av Warwick som kronrådets nya ledare och, i praktiken, Somersets efterträdare. Trots att Somerset släpptes fri och återfick sin plats i kronrådet avrättades han årets därpå efter att ha försökt störta Dudley. Edvard noterar morbroderns död i sin dagbok: "Hertigen av Somerset fick huvudet avhugget på Tower Hill, mellan klockan åtta och nio om morgonen".
Historiker har observerat den bjärta kontrasten mellan Somersets maktövertagande, under vilket han visade mycket goda organisatoriska kvaliteter, och hans efterföljande styre där dessa kvaliteter saknades då styret var mycket ineffektivt. År 1549 hade hans kostsamma krig gått i baklås, kronan stod på ruinens brant och uppror och revolter hade brutit ut över landet. Fram till det senaste decenniet har dock Somerset åtnjutit gott rykte bland historiker, mycket tack vare alla de tillkännagivanden han lät utfärda som syntes stödja allmänheten mot orättfärdiga lorder. Under 2000-talet har han dock oftast beskrivits som en arrogant och verklighetsfrånvänd ledare som saknade politisk och administrativ skicklighet.

## Northumberlands regim
Till skillnad från hertigen av Somerset har dennes efterträdare, John Dudley, som upphöjdes till hertig av Northumberland år 1551, tidigare beskrivits av historikerna som en girig ränksmidare som upphöjde och berikade sig själv på kronans bekostnad. Sedan 1970-talet har dock synen på hans regim förändrats och man ser idag även till hans administrativa skicklighet och hur effektivt han lyckades återställa kronans stabilitet och maktställning efter Somersets misslyckanden.

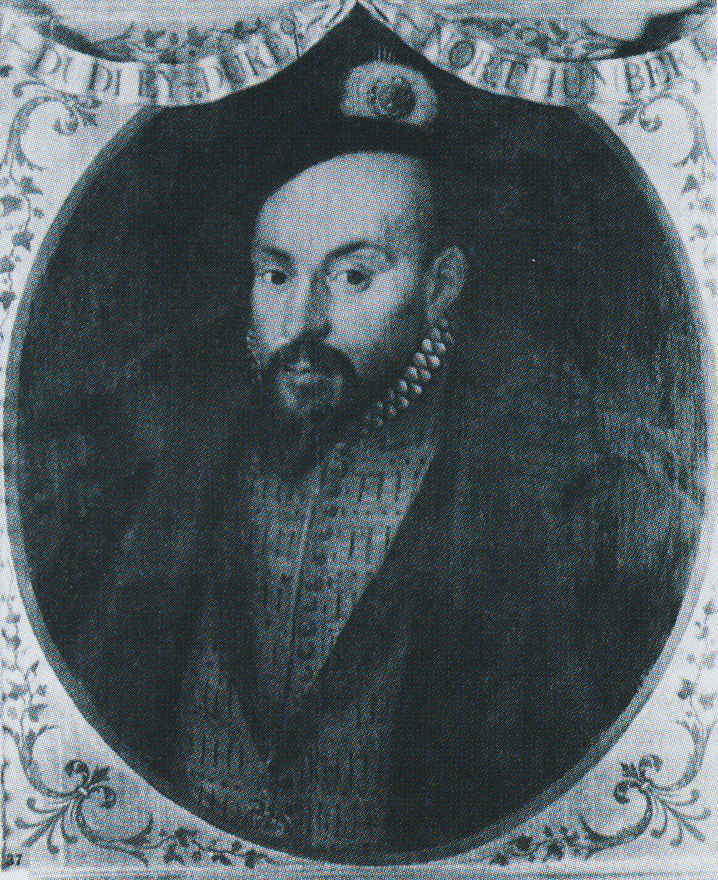
John Dudley, earl av Warwick, som sedan blev hertig av Northumberland. Porträtt av okänd konstnär.

Den ende som utmanade Dudleys maktövertagande var lordkanslern Thomas Wriothesley, 1:e earl av Southampton, vars konservativa supportrar hade slagit sig ihop med Dudleys anhängare för att kronrådet skulle bli enigt, vilket till exempel Karl V:s ambassadör rapporterade, för att kunna återkalla flera av Somersets religiösa reformer. Northumberland hade dock inga sådana planer, utan hoppades istället att kungens starka protestantism skulle kunna möjliggöra vidare reformer. Han hävdade därför att Edvard var gammal nog att regera själv, samtidigt som han lät byta ut kungens närmaste uppvaktning mot sina egna anhängare. Paget anslöt sig till Northumberland, då han insåg att även om man återintroducerade katolicismen så skulle ändå inte Karl V backa upp England i kriget mot Skottland, och Paget fick en barontitel som tack. Southampton lät samla bevis för att kunna avrätta Somerset, i syfte att svartmåla Northumberland genom att få Somerset att hävda att Northumberland varit delaktig i hans vanstyre. Northumberland kontrade genom att övertala parlamentet att släppa Somerset fri, vilket skedde den 14 januari år 1550. Northumberland mutade sedan en mängd medlemmar av kronrådet, med titlar och egendomar, att avsätta Southampton varpå Northumberland utnämndes till president för kronrådet och föreståndare för kungens hushåll. Ämbetet som Lord President i kronrådet gav honom samma makt som Somerset tidigare haft som Lord Protector, men utan den negativa klang som de nyss inträffade händelserna givit det ämbetet. Northumberland var nu i praktiken statschef.
Allteftersom Edvard blev äldre kunde han förstå mer och mer av rikets affärer. Hur mycket han tog aktiv del i besluten har dock omdebatterats. Historikern Stephen Albutt menar att synen på kungen har pendlat alltifrån "en vältalig marionett till en brådmogen, företagsam och i huvudsak vuxen kung". När Edvard var 14 år bildades ett särskilt råd, "Counsel for the Estate", som Edvard själv valde medlemmarna till. Detta var ett steg i riktning mot att Edvard skulle överta makten. I de möten med rådet som ägde rum varje vecka skulle Edvard sätta sig in i rikets styre. Lika viktigt som rådet var dock kungens Privy Chamber, alltså den inre uppvaktningen, och där arbetade Edvard i nära samarbete med till exempel William Cecil och William Petre, som var Secretary of State. Det område där kungen hann utöva störst inflytande var religionen, där han fick rådet att genomföra långtgående reformer.
Hertigen av Northumberland använde en helt annan sorts metoder än Somerset hade gjort. Northumberland såg till att kronrådet var mycket aktivt och beslutade allting gemensamt, och istället för att styra ensam siktade han in sig på att alltid ha en majoritet av kronrådet på sin sida. För att kompensera att han, till skillnad från Somerset, inte hade några släktband till kungen, lät han tillsätta många ur sin egen släkt och vänkrets i kronrådet. Han utsåg också personer ur sin familj till att ingå i kungens uppvaktning. Han insåg att bästa sättet att garantera sin egen makt var att styra över dagordningen i kronrådet. Historikern John Guy har beskrivit Northumberlands taktik på detta sätt: "Liksom Somerset blev han en skenkung, skillnaden var att han omhändertog byråkratin under förevändning av att Edvard hade antagit hela kungamakten, medan Somerset hävdat sin rätt att som Lord Protector i det närmaste vara konung".
Northumberlands strategier för krigföring var mer pragmatiska än Somerset varit, och han har ibland kritiserats för att vara direkt vek. År 1550 slöt han fred med Frankrike varvid han gick med på att återlämna Boulogne och återkalla alla engelska trupper från Skottland. År 1551 kom man överens om en trolovning mellan Edvard och Elisabet av Valois, dotter till Henrik II av Frankrike.. Edvard skickade en "vacker diamant", ur den juvelsamling Henrik VIII införskaffat åt Katarina Parr. Northumberland hade helt enkelt insett att England inte hade råd med något fortsatt krig. Även inrikes försökte Northumberland komma fram till ett slut på oroligheterna. För att förebygga framtida uppror lät han utse kronorepresentanter som skulle befinna sig ute i de olika länen, däribland så kallade lord lieutenants, som hade befäl över militära styrkor och rapporterade till kronrådet.
Tillsammans med William Paulet och Walter Mildmay tog sig Northumberland an att försöka komma till rätta med rikets dåliga finanser. Man kunde dock inte motstå att inledningsvis försöka öka inkomsterna genom en devalvering. Den ekonomiska katastrof som blev resultatet av detta tvingade Northumberland att lämna över finanspolitiken i händerna på experten Thomas Gresham. År 1552 hade denne, främst genom att applicera Greshams lag på den för den engelska ekonomin essentiella valutabörsen i Antwerpen, lyckats återställa förtroendet för valutan, priserna sjönk och handeln återhämtade sig. Även om statsfinanserna inte helt lyckades återhämta sig förrän under Elisabet I lade Northumberland grunden för en starkare ekonomi. Regeringen gjorde också massiva insatser för att få slut på korruptionen, och gjorde en översyn av hur skatteintäkter samlades in och kom till användning. Detta har kallats en av de bästa och viktigaste åtgärderna under tudoreran.

## Reformation
Northumberlands regim följde samma religionspolicy som Somerset gjorde, där man stödde ett allt kraftfullare reformprogram. Även om Edvard VI:s praktiska influens på regeringen begränsades utgjorde hans intensiva protestantism en reformerande administration obligatorisk. Hans tronbestigning hanterades av reformeringsfraktionen, som fortsatte att ha makten genom hela hans styre. Den man som Edvard hade störst tillit till, Thomas Cranmer, ärkebiskop av Canterbury, introducerade en rad religiösa reformer som revolutionerade den engelska kyrkan från en kyrka som trots förnekandet av påvens överhöghet varit huvudsakligen katolsk, till en som blev institutionellt protestantisk. Beslagtagandet av kyrkans egendom som hade påbörjats under Henrik VIII:s styre fortsatte under Edvards styre, bland annat med avvecklingen av mässkapell. Detta var till stor ekonomisk fördel för kronan och de nya ägarna av den övertagna egendomen. Kyrkoreformer var därför lika politiska som religiösa under Edvard VI:s styre. Under den sista tiden av hans styre hade kyrkan blivit ruinerad, och en stor del av biskoparnas egendom hade överförts till personer utanför kyrkan.
Det har visat sig svårt för historikerna att korrekt beskriva och belägga Somersets respektive Northumberlands faktiska religiösa övertygelser. Man är oenig om hur uppriktig deras protestantism egentligen var. Ingen har dock betvivlat kung Edvards religiösa hängivenhet (vissa har kallat det bigotteri) Edvard lär ha läst tolv kapitel ur bibeln dagligen och njutit av att lyssna på predikningar, och han kom senare att hyllas av John Foxe. Edvard skildrades både under sin levnad och senare som en ny Josia, den bibliske kung som förstörde Baals avgudabilder. Han kunde förefalla petig i sin antikatolicism, och bad en gång Katarina Parr att övertala hans halvsyster Maria att "avstå från utländska danser och glädjeämnen som inte anstår en alltigenom kristen prinsessa". Jennifer Loach, som skrivit en biografi över Edvard, menar dock att man ska vara försiktig med att alltför okritiskt acceptera den gudfruktiga bild av Edvard som målats upp av reformerta historieskrivare, såsom till exempel i John Foxes inflytelserika Foxe's Book of Martyrs, där läsaren bland annat återfinner en trägravyr föreställande den unge kungen då han lyssnar på en predikan som framförs av Hugh Latimer. Under sin tidiga barndom följde Edvard rådande katolska normer och gick i den liturgiska mässan, men senare kom han, bland annat under Thomas Cranmers inflytande och påverkan från sina reformerta informatorer, att bilda uppfattningen att religionen i England skulle reformeras.

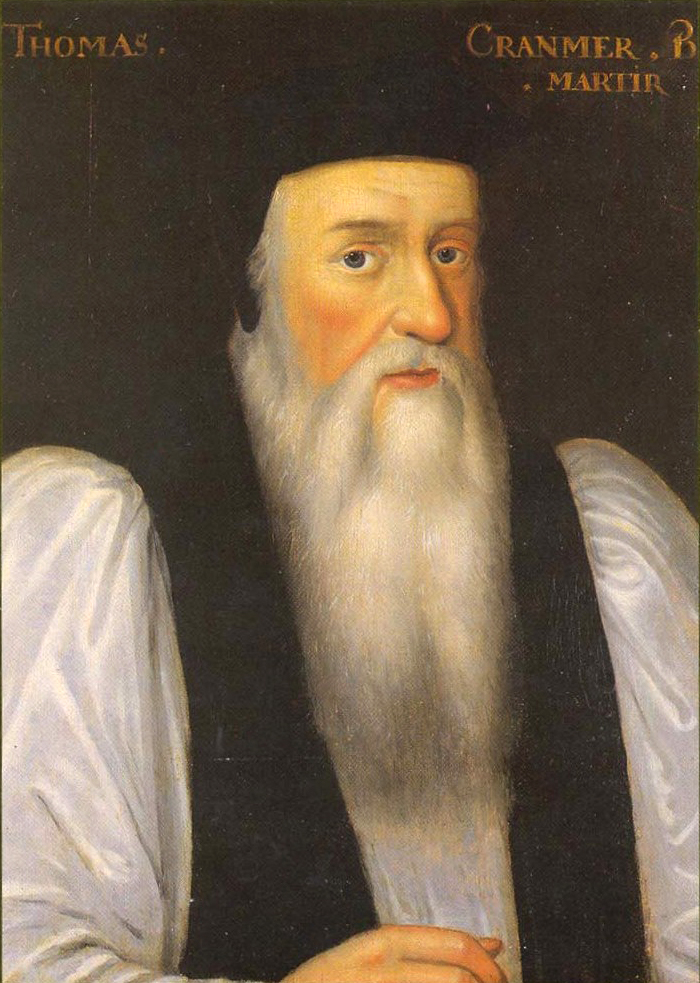
Thomas Cranmer, ärkebiskop av Canterbury, som utövade ett viktigt inflytande över Edvards protestantism. Porträtt av okänd konstnär.

Den engelska reformationens utveckling påverkades av konflikten mellan de katolska traditionalisterna och de reformerta radikalerna som bland annat förstörde helgonbilder och klagade över att reformationen inte gick tillräckligt långt eller tillräckligt fort. Flera protestantiska doktriner blev dock påbjudna, såsom att tron allena var saliggörande och att kommunionen skulle delas av församling och prästerskap. Kyrkoordningen ändrades år 1550 så att präster tillsattes som statliga tjänstemän, istället för som tidigare genom vigning. Deras arbetsbeskrivning förändrades också så att det framgick att de var församlingens tjänare snarare än länken mellan församlingen och Gud. Cranmer hade föresatt sig att skriva en ny gudstjänstordning på engelska, och denna kom att bli obligatorisk i och med den första Uniformitetsakten år 1549. Denna Book of Common Prayer var menad som en kompromiss som skulle kunna tillfredsställa både traditionalister och reformivrare, men istället kom den att betraktas som en ljummen blandning som inte gick tillräckligt långt åt endera hållet för att göra någon av grupperna nöjd. De radikala menade att alltför många "papistiska riter" behölls, medan många traditionalister, bland annat Stephen Gardiner och Edmund Bonner, som var biskop av London, och som båda satt fängslade i Towern menade att den stred mot kristendomens grundsatser.
Efter 1551 började Edvard att mer aktivt ha inflytande över kyrkopolitiken i sin roll som Supreme Head of the Church, och detta innebar att reformationen kom att sätta fart. De förändringar som nu kungen tillskyndade var också ett svar på kritik från sådana reformivrare som John Hooper, biskop av Gloucester, och skotten John Knox, som vid denna tid var anställd som präst i Newcastle hos hertigen av Northumberland och vars predikningar bland annat lett till att kungen känt sig manad att motsätta sig knäböjning under utdelandet av nattvarden. Cranmer influerades också av de framstående reformerta teologerna Martin Bucer och Peter Martyr Vermigli. Reformationens utveckling påskyndades också av att fler reformerta biskopar tillsattes. Under vintern 1551–52 skrev Cranmer om Book of Common Prayer och den reviderade versionen kom att bli mer tydligt reformert än den tidigare. Häri fastställdes även reformerta doktriner såsom nattvardens symboliska natur. Detta satte i praktiken punkt för firandet av den liturgiska mässan i England. Enligt Elton markerade publiceringen av Cranmers reviderade bönbok år 1552 i kombination med den andra Uniformitetsakten 1552 "den engelska kyrkans slutliga övergång till protestantismen". Bönboken från 1552 utgör fortfarande grund för den engelska kyrkans gudstjänster. Cranmer förhindrades dock från att fullfölja alla sina reformer då det under våren 1553 blev uppenbart att den unge kungen, som möjliggjorde reformationen, var döende.

## Tronföljdskrisen

### Ny tronföljdsordning
I januari 1553 insjuknade Edvard VI, och i juni hade det blivit uppenbart, efter flera omgångar av tillfälliga tillfrisknanden och återfall, att kungen var döende. Om kungen dog och efterträddes av sin katolska halvsyster Maria skulle detta komma att äventyra hela den engelska reformationen, varför ett sådant händelseförlopp fruktades av både Edvard och hans ministrar. Edvard motsatte sig Marias rätt till tronen också på grund av att hon förklarats illegitim, och eftersom hon var kvinna. Dessa invändningar hade han även mot sin andra halvsyster Elisabet. I februari 1553 gjorde Maria ett officiellt besök vid Edvards hov och välkomnades av kungens Privy Council "som om hon varit drottning av England", som den kejserlige ambassadören beskrev det. Trots detta gjordes det ett försök strax före kungens död att ändra tronföljden. 

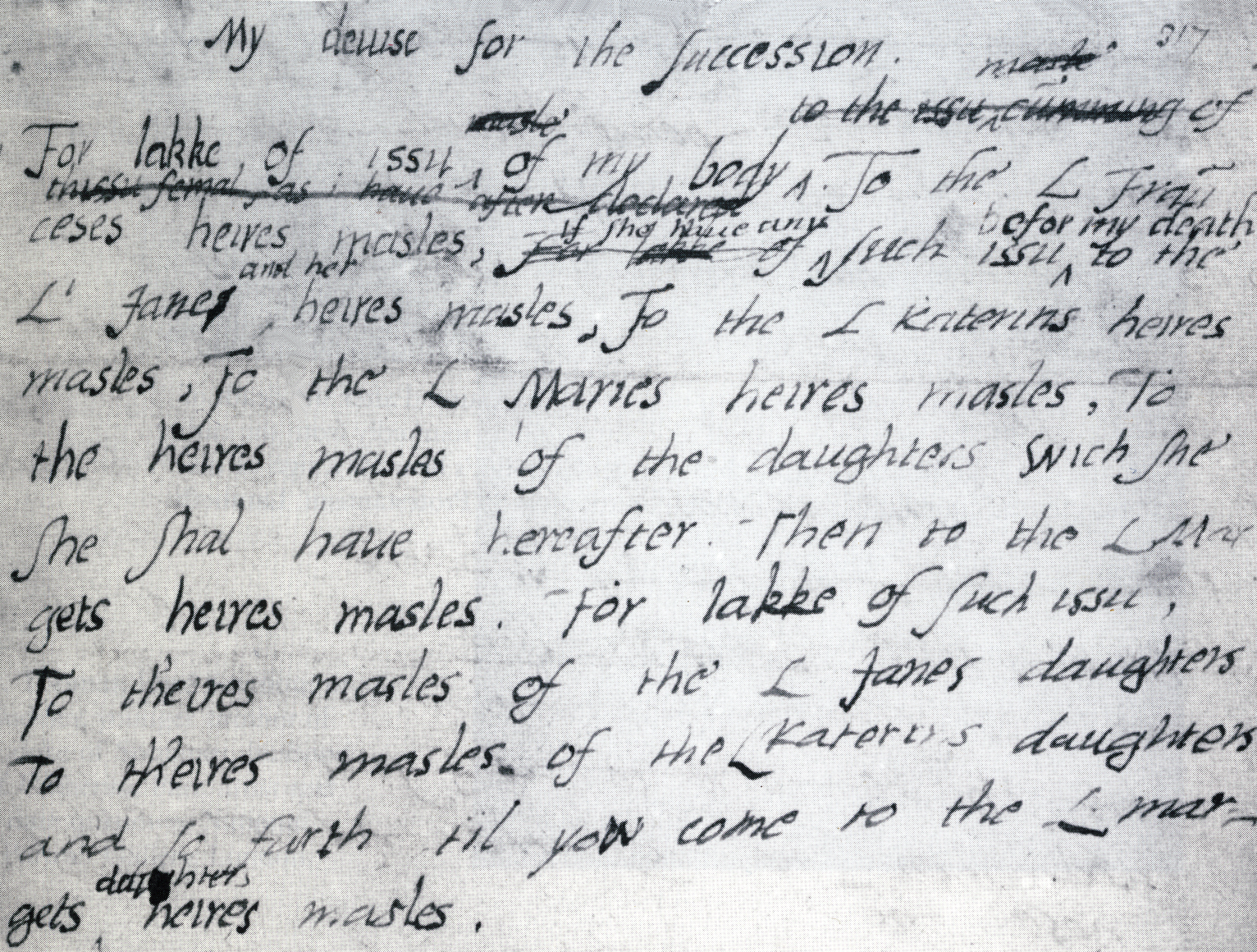
I sin "successionsakt" ville Edvard förbigå sina halvsystrars anspråk på tronen till fördel för lady Jane Grey. På fjärde raden har han ändrat "L’ Janes [Jane’s] heires masles" (Lady Janes manliga arvingar) till "L’ Jane and her heires masles" (Lady Jane och hennes manliga arvingar).

Henrik VIII hade genom sitt testamente, där han själv utsåg sina efterträdare i stället för att strikt följa arvsrätten, skapat ett precedensfall. Med ett dokument kallat "My devise for the succession" (min anordning för tronföljden) försökte även Edvard VI ändra successionsordningen i det att han ville förbigå sina halvsystrars arvsrätt och i stället till sin efterträdare utse den sextonåriga lady Jane Grey, som var dotterdotter till Maria Tudor (drottning av Frankrike). Den 21 maj 1553 genomfördes en trippelvigsel då lady Jane vigdes vid lord Guildford Dudley, fjärde son till hertigen av Northumberland, hennes syster lady Catherine Grey vigdes vid en son till William Herbert, 1:e earl av Pembroke samt en syster till Guildford Dudley vigdes vid en ättling av huset Plantagenet som tidigare varit Englands kungahus. Detta skedde "i en verkligt konungslig uppvisning".
I början av juni övervakade Edvard personligen utformningen av en renskriven version av den anordning för tronföljden han skrivit. När kungens jurister var färdiga med texten skrev kungen under på sex ställen. Den 15 juni lät han kalla en grupp framstående domare och advokater till sin sjukbädd, och under överinseende av hertigen av Northumberland befallde han dem "med skarpa ord och ilsken uppsyn" att förbereda så att anordningen för tronföljden skulle kunna antas som lag, även i parlamentet. Han vidtog även säkerhetsåtgärden att låta sina främsta rådgivare och advokater underteckna en ed där de svor på att troget se till att utföra kungens sista vilja efter hans död. Slutligen undertecknades anordningen för tronföljden den 21 juni av fler än 100 adelsmän, rådsmän, biskopar och sheriffer, varav många senare kom att hävda att de tvingats till detta av hertigen av Northumberland. De glömde då lägligt bort att de också mottagit stora egendomar som skänkts dem av hertigen.
När en av domarna, Edward Montagu, i en ansökan om nåd till drottning Maria, några månader senare försökte ursäkta sitt handlande beskrev han hur han och några av de andra försökt neka att underteckna anordningen för tronföljden, då de ifrågasatte dokumentets laglighet. Men då kom hertigen av Northumberland "in i rådsrummet ... och var i stort raseri och ursinne, så arg att han skakade, och under hans rasade tal kallade han denne sir Edward för 'förrädare', och förklarade vidare att han ville slåss i bara skjortan med vem som helst i det grälet". Senare, när kung Edvard själv befallde lorderna att lyda, hörde Montagu flera av dem förklara att "de vore förrädare om de vägrade att göra så". Thomas Cranmer, som inte kom väl överens med Northumberland, och som var djupt motvillig att underteckna dokumentet, gav bara med sig då Edvard underströk att han väntade sig större respekt för sin vilja av Cranmer än av någon annan. Det var nu allmänt känt att kungen var döende och att det förekom planer på att förhindra Marias trontillträde. Frankrike, som mycket ogärna skulle se en nära släkting till kejsaren på tronen, lät Northumberland förstå att de stödde planen. De utländska diplomaterna var visserligen övertygade om att majoriteten av det engelska folket stöttade Marias anspråk på tronen, men de var ändå av meningen att lady Jane framgångsrikt skulle utropas till drottning: "Att vara i verklig besittning av makten är en sak av största vikt, särskilt bland barbarer såsom engelsmän", skrev den kejserlige ambassadören Simon Renard till Karl V.

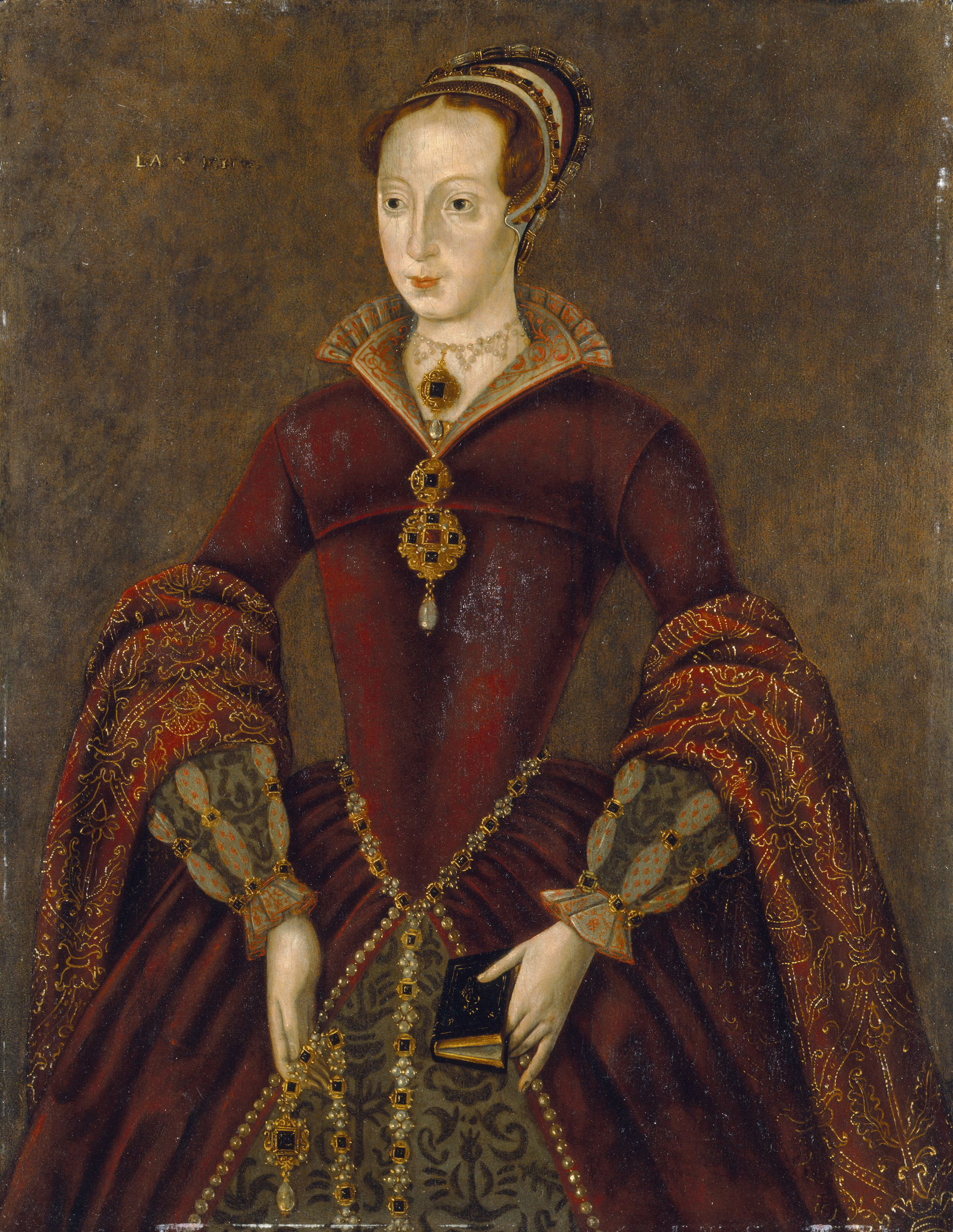
Jane Grey, som proklamerades drottning fyra dagar efter Edvards död.

Edvard hade ofta skisserat politiska dokument som övningar. Under sitt sista år applicerade han detta alltmer på regeringens verkliga angelägenheter. Ett sådant dokument var det första utkastet av hans "anordning för tronföljden". Edvard föreskrev, att i händelse av "avsaknad av min kroppsliga avkomma", skulle tronen ärvas enbart av manliga arvtagare, det vill säga, Jane Greys mors, Jane Greys eller hennes systrars. När hans död närmade sig, och möjligtvis genom övertalning av Northumberland, ändrade han föreskriften så att Jane och hennes systrar själva skulle kunna få bestiga tronen. Fortfarande beviljade Edvard enbart Janes rättigheter som ett undantag till manligt styre. Om anordningen för tronföljden skulle ha följts bokstavligen skulle arvsrätten ha tillhört Janes mor, Frances Grey, hertiginna av Suffolk, men hon, som redan hade avstått sina anspråk till stöd för sina barn i Henriks testamente, verkar ha avstått även denna gång efter ett besök hos Edvard. Privilegiebreven från den 21 juni uteslöt konungens två halvsystrar på grund av oäkta födsel, då båda blivit förklarade som oäkta under Henrik VIII:s styre. Detta resonemang kunde användas inte bara på Maria utan också på protestantiska Elizabet. Villkoren i den ändrade tronföljden var en direkt överträdelse av Henrik VIII:s successionsakt från 1544 och ett resultat av påskyndat och ologiskt tänkande.
I århundraden har försöket att ändra på tronföljden mestadels setts som en enmanshandling av hertigen av Northumberland. Sedan 1970-talet har dock många historiker tillskrivit påbörjandet av anordningen för tronföljden och kravet på dess implementering som ett av kungens initiativ. Diarmaid MacCulloch har framställt Edvards "tonårsdrömmar om att grunda ett evangeliskt rike av Kristus", medan David Starkey har konstaterat att "Edvard hade ett par medaktörer, men den drivande viljan var hans". Bland andra medlemmar av kungens Privy Council har Northumberlands förtrogne vän John Gates misstänkts för att ha föreslagit Edvard att ändra sin anordning för tronföljden så att Jane Grey själv –  inte bara någon av hennes söner – kunde ärva kronan. Oavsett hur mycket han bidrog, var Edvard övertygad om att hans ord var lag, och han stödde helhjärtat beslutet att göra sina halvsystrar arvlösa: "att utesluta Maria från tronföljden var en sak som den unge kungen hade i sinnet".

### Sjukdom och död
Edvard blev sjuk i januari 1553, då han drabbades av feber och hosta. Han blev kontinuerligt sämre. Den kejserliga ambassadören, Scheyfve, rapporterade att "han lider en hel del när febern kommer över honom, särskilt av en svårighet att andas, som beror på en sammandragning av organen på hans högra sida ... Jag anser att detta är en hemsökelse och ett tecken från Gud". Edvard kände sig i början av april tillräckligt bra för att gå ut och njuta av den friska luften i Westminster, och sedan flytta till sitt palats i Greenwich, men mot slutet av månaden hade han blivit sämre igen. Den 7 maj var han dock klart på bättringsvägen och hans läkare tvivlade inte på att han skulle komma att tillfriskna helt. Några dagar senare sågs kungen sitta i ett fönster och titta på skeppen på Themsen. Den 11 juni blev Edvard dock snabbt sämre igen, och Scheyfve, som hade en informatör i kungens uppvaktning, rapporterade att "de vätskor han utstöter genom munnen är ibland färgade grönaktigt gula och svarta, ibland rosa, liksom blodets färg". Hans läkare trodde nu att han led av en läckande tumör, placerad i en lunga, och de medgav att kungens liv inte stod att rädda. Inom kort hade Edvards ben blivit så svullna att han var tvungen att ligga endast på rygg, och han tappade krafterna att stå emot sjukdomen. Till sin informator John Cheke viskade han: "Jag är glad över att dö".
Edvard framträdde offentligen för sista gången den 1 juli, då han visade sig i ett fönster på Greenwich Palace. De som såg honom blev förskräckta över hur tunn och sjuk han såg ut. Under de två nästföljande dagarna anlände stora skaror till palatset i förhoppning om att få se kungen igen, men den 3 juli fick de meddelande om att det var alltför kyligt för att kungen skulle kunna visa sig. Edvard dog den 6 juli på Greenwich Palace. Han var då 15 år gammal. Enligt John Foxes legendariska redogörelse för kungens död var hans sista ord: "Jag är svag, Herre var barmhärtig mot mig och ta emot min ande". Han begravdes i Westminster Abbey den 8 augusti år 1553. Under begravningsakten användes reformerta riter som utfördes av Thomas Cranmer. Processionen leddes av en stor grupp barn och följdes av Londonborna med "gråt och beklagan", likvagnen, prydd i gyllenkläde, kröntes av en vaxdocka föreställande Edvard, iförd krona, spira och strumpebandsorden. Samtidigt som begravningståget drog genom London närvarade drottning Maria vid Edvards själamässa i Towern där Jane Grey vid det laget satt fängslad.
Exakt vilken orsaken till Edvards död var är inte känt. Liksom med andra dödsfall inom kungafamiljen under 1500-talet gick det rykten om att kungen skulle ha förgiftats, men inga bevis till stöd för detta har kunnat påvisas.  Många trodde att hertigen av Northumberland, vars impopularitet tydliggjordes av händelserna strax efter Edvards död, hade beordrat den påstådda förgiftningen.  En annan teori gick ut på att katolikerna hade förgiftat kungen i förhoppning om att Maria skulle efterträda honom på tronen. Kirurgen som öppnade Edvards bröstkorg efter hans död meddelade att "sjukdomen varav hans majestät dog var en lungornas sjukdom".  Den venetianske ambassadören rapporterade att Edvard hade dött av lungsot, det vill säga tuberkulos, en diagnos som många historiker accepterat.  Skidmore tror att Edvard ådrog sig sjukdomen efter att ha drabbats av mässling och smittkoppor år 1552, varvid hans immunförsvar försämrades.  Loach menar i stället att kungens symptom är typiska för lunginflammation, vilken sedan skulle ha lett till njursvikt.

### Drottningarna Jane och Maria

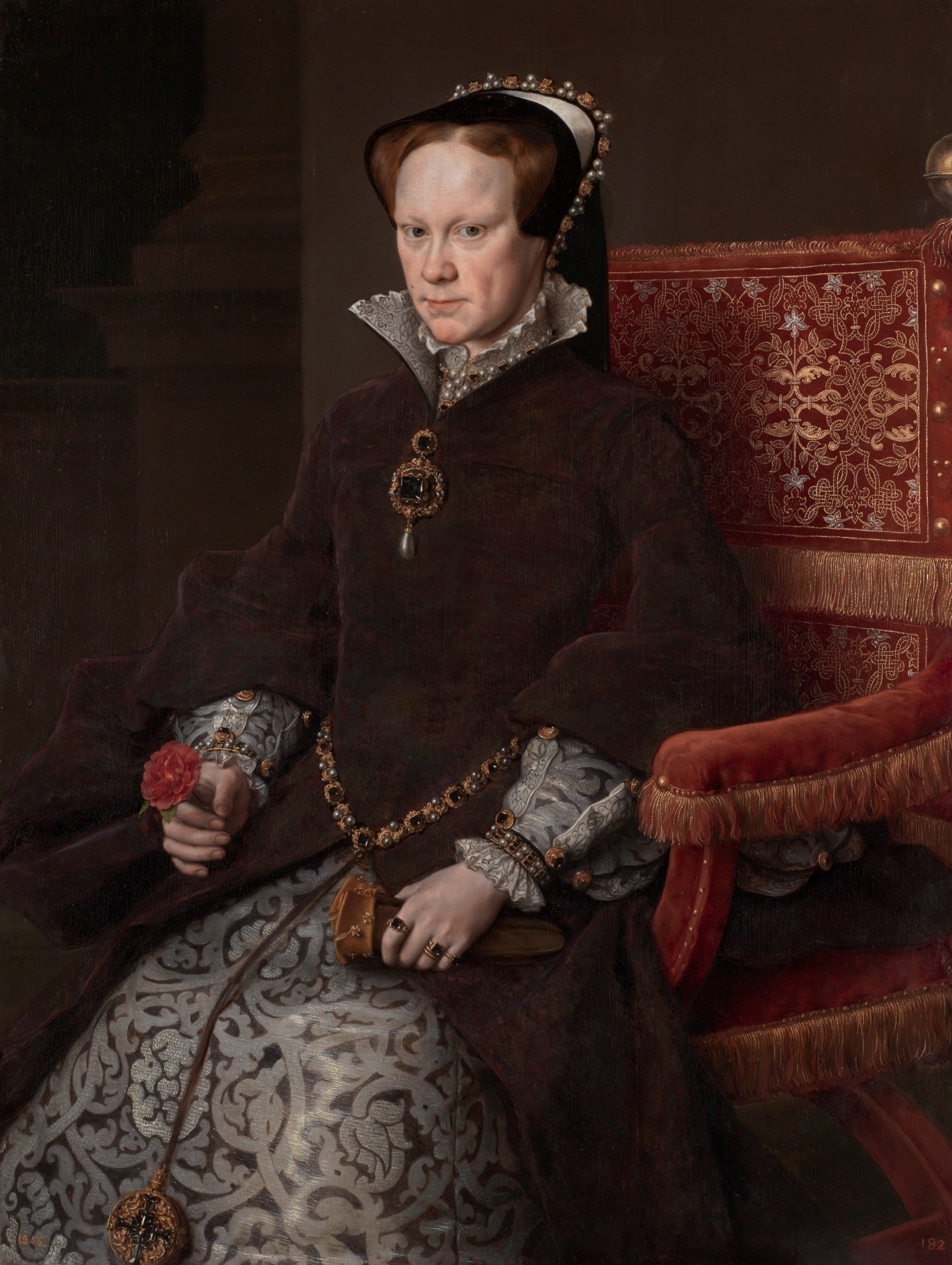
Maria I av England, porträtt av den nederländske konstnären Antonis Mor, 1554

Edvards halvsyster Maria, som senast hade träffat Edvard i februari, hade hållit sig informerad om sin brors hälsostatus genom sina kontakter med de kejserliga ambassadörerna, och även genom Northumberland som höll kontakt med Maria för att hon inte skulle bli misstänksam. Karl V rådde henne att acceptera kronan även om den erbjöds henne under förutsättningen att hon inte återinförde katolicismen. När Maria fick reda på att Edvard låg på sitt yttersta lämnade hon Hunsdon House nära London och skyndade till sina egendomar i Kenninghall i Norfolk, där hon kunde räkna med sina arrendatorers stöd. Northumberland sände skepp till Norfolks kust för att förebygga hennes flykt eller att styrkor skulle komma från kontinenten. Han försenade tillkännagivandet av kungens död medan han samlade sina styrkor, och Jane Grey togs till Towern den 10 juli. Samma dag utropades hon till drottning av allmogen på Londons gator. Kronrådet mottog ett meddelande från Maria där hon hävdade sin bördsrätt till kronan och befallde rådet att utropa henne till drottning, vilket hon för egen del redan hade gjort. Rådet svarade att Jane var drottning genom Edvards auktoritet, och att Maria var en orättmätig pretendent och enbart stödd av "några oanständiga, gemena personer" .
Northumberland insåg snart att han hade misstagit sig ordentligt på hur saker skulle utvecklas, inte minst när han underlät att säkra Marias person före Edvards död. Även om många av dem som flockades kring Maria var konservativa som hoppades att protestantismen skulle besegras, fick hon också stöd av många för vilka hennes lagliga anspråk på tronen åsidosatte religiösa hänsyn. Northumberland tvingades att släppa kontrollen över ett nervöst råd i London och starta en oplanerad hetsjakt på Maria till East Anglia, varifrån nyheter kom om ett ökande stöd för henne från såväl adelsmän och godsägare som "oräkneliga sällskap ur det vanliga folket". Den 14 juli marscherade Northumberland ut från London med tretusen man, och nådde Cambridge påföljande dag. Under tiden kallade Maria samman sina styrkor vid Framlingham Castle i Suffolk, och samlade en armé på nära tjugotusen man den 19 juli.
Det gick nu upp för medlemmarna av kronrådet att de hade begått ett fruktansvärt misstag. Under ledning av Henry Fitzalan, 19:e earl av Arundel och earlen av Pembroke utropade rådet offentligen Maria till drottning den 19 juli, vilket innebar slutet för drottning Janes nio dagar på tronen. När folket i London hörde att Maria förklarats vara legitim drottning utbröt jubel på gatorna. Northumberland som satt fast i Cambridge mottog ett brev från kronrådet där han befalldes utropa Maria till drottning, vilket han också gjorde. William Paget och earlen av Arundel red till Framlingham för att söka nåd hos drottningen, och Arundel arresterade sedan Northumberland den 24 juli. Northumberland halshöggs den 22 augusti, efter att ha tagit avstånd från de reformerta lärorna och återgått till katolicismen. Hans religiösa kullerbytta förskräckte lady Jane Grey, som förblev protestantismen trogen. Jane kom att följa sin svärfar till schavotten den 12 februari 1554, efter att hennes far varit inblandad i Wyattupproret.

## Arvet efter Edvard VI

### Protestantiskt arv

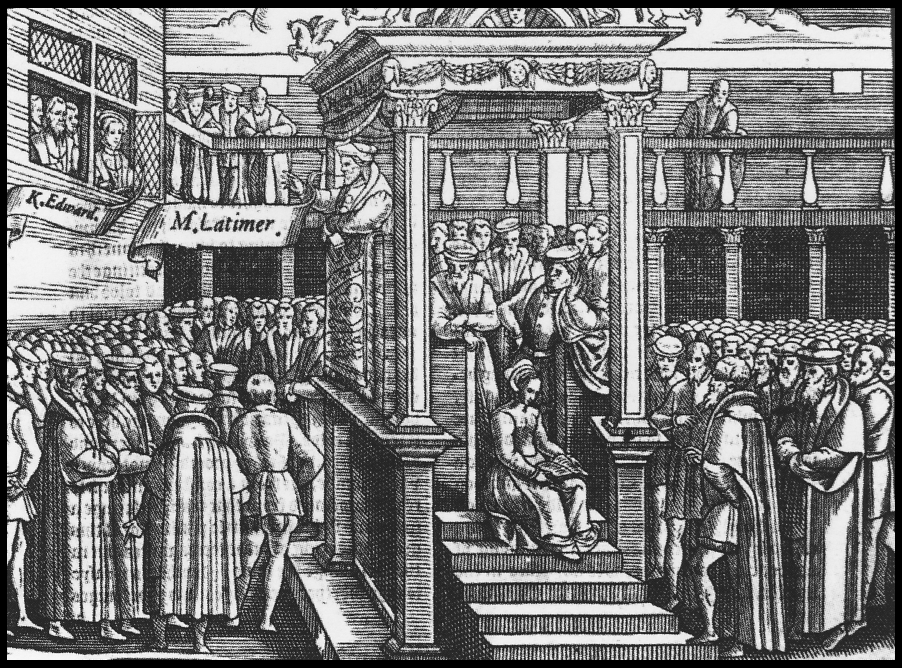
Ett samtida träsnitt som visar när Hugh Latimer predikar för kung Edvard och en samling hovmän från en talarstol vid Whitehall Palace. Publicerad i John Foxes Acts and Monuments år 1563.

Trots att Edvard VI regerade i endast sex år och dog vid femton års ålder, gav hans styre ett varaktigt bidrag till reformationen i England och den engelska kyrkans struktur. Henrik VIII:s sista styrande decennium hade inneburit en tillbakagång till mer konservativa åsikter och att reformationen till viss del gjort uppehåll. I motsats till dessa förhållanden innebar Edvards styre radikala framgångar för de reformerta krafterna. Under hans sex år överfördes kyrkan från en huvudsakligen romersk-katolsk liturgi och struktur till en som vanligtvis identifieras som protestantisk. Introduktionen i "Book of Common Prayer, the Ordinal of 1550", och Cranmers de fyrtiotvå artiklarna, utgjorde grunden för de doktriner som Engelska kyrkan fortfarande utövar. Edvard själv samtyckte till alla dessa förändringar, och även om det var reformarbetare som Thomas Cranmer, Hugh Latimer och Nicholas Ridley, uppbackade av Edvards bestämda evangeliska råd, som utarbetade många av de nya doktrinerna, var kungens religiösa övertygelse avgörande för den långtgående reformationen under hans styre.
Drottning Marias försök att göra sin broders reformarbeten om intet mötte stora hinder. Trots hennes tro på den påvliga överhögheten styrde hon konstitutionellt som engelska kyrkans överhuvud, en motsägelse som var henne motbjudande. Hon fann sig själv helt oförmögen att återställa det stora antalet kyrkliga egendomar som lämnats över eller sålts till privata jordägare. Även om hon brände ett antal ledande protestantiska kyrkomän, gick många reformatorer antingen i exil eller kvarstod subversivt aktiva i England under hennes styre, och skapade en ström av reformert propaganda som hon var oförmögen att hejda. Protestantismen var trots det ännu inte djupt rotad hos det engelska folket, och hade Maria levt längre är det möjligt att hennes katolska rekonstruktion hade lyckats. I sådana fall hade Edvards styre, snarare än hennes, kommit att betraktas som en historisk avvikelse.
När Maria dog 1558 fortsatte reformationen i England och de flesta reformerna som inrättades under Edvards styre återinfördes under den elisabetanska religiösa uppgörelsen. Drottning Elisabet I ersatte Marias rådsherrar och biskopar med före detta Edvard-anhängare, såsom William Cecil, 1:e baron Burghley och Northumberlands före detta sekreterare, och biskop Richard Cox, Edvards gamla förmyndare, som höll en antikatolsk predikan vid parlamentets öppnande år 1558. Parlamentet antog en Act of Uniformity följande vår som med vissa modifikationer återställde Cranmers bönbok från 1552. De trettionio artiklarna från 1563 baserades till stor del på Cranmers 42 artiklar. De teologiska reformer som skedde under Edvards styre utgjorde en viktig bas för Elisabets politik i religiösa frågor, även om den internationella aspekten av Edvards reformation aldrig återuppstod.

### Praktiskt arv
Edvard VI grundade tre välgörenhetsinrättningar, till exempel Christ's Hospital, en skola som han grundade 10 dagar före sin död.

### Edvard VI i fiktionen
Edvard VI är en av huvudpersonerna i Mark Twains flera gånger filmade roman Prinsen och tiggargossen från 1882.

## Anfäder
|                      |  |  |  |  |  |  |  |                        |  |  |  |  |  |  |  |                       |  |  |  |  |  |  |  |                      |  |  |  |  |  |  |  | Owen Tudor                            |
|                      |  |  |  |  |  |  |  |                        |  |  |  |  |  |  |  |                       |  |  |  |  |  |  |  |                      |  |  |  |  |  |  |  |                                       |
|                      |  |  |  |  |  |  |  |                        |  |  |  |  |  |  |  |                       |  |  |  |  |  |  |  | Edmund Tudor         |  |  |  |  |  |  |  |                                       |
|                      |  |  |  |  |  |  |  |                        |  |  |  |  |  |  |  |                       |  |  |  |  |  |  |  |                      |  |  |  |  |  |  |  |                                       |
|                      |  |  |  |  |  |  |  |                        |  |  |  |  |  |  |  |                       |  |  |  |  |  |  |  |                      |  |  |  |  |  |  |  | Katarina av Valois                    |
|                      |  |  |  |  |  |  |  |                        |  |  |  |  |  |  |  |                       |  |  |  |  |  |  |  |                      |  |  |  |  |  |  |  |                                       |
|                      |  |  |  |  |  |  |  |                        |  |  |  |  |  |  |  | Henrik VII av England |  |  |  |  |  |  |  |                      |  |  |  |  |  |  |  |                                       |
|                      |  |  |  |  |  |  |  |                        |  |  |  |  |  |  |  |                       |  |  |  |  |  |  |  |                      |  |  |  |  |  |  |  |                                       |
|                      |  |  |  |  |  |  |  |                        |  |  |  |  |  |  |  |                       |  |  |  |  |  |  |  |                      |  |  |  |  |  |  |  | John Beaufort, 1:e hertig av Somerset |
|                      |  |  |  |  |  |  |  |                        |  |  |  |  |  |  |  |                       |  |  |  |  |  |  |  |                      |  |  |  |  |  |  |  |                                       |
|                      |  |  |  |  |  |  |  |                        |  |  |  |  |  |  |  |                       |  |  |  |  |  |  |  | Margareta Beaufort   |  |  |  |  |  |  |  |                                       |
|                      |  |  |  |  |  |  |  |                        |  |  |  |  |  |  |  |                       |  |  |  |  |  |  |  |                      |  |  |  |  |  |  |  |                                       |
|                      |  |  |  |  |  |  |  |                        |  |  |  |  |  |  |  |                       |  |  |  |  |  |  |  |                      |  |  |  |  |  |  |  | Margaret Beauchamp av Bletso          |
|                      |  |  |  |  |  |  |  |                        |  |  |  |  |  |  |  |                       |  |  |  |  |  |  |  |                      |  |  |  |  |  |  |  |                                       |
|                      |  |  |  |  |  |  |  | Henrik VIII av England |  |  |  |  |  |  |  |                       |  |  |  |  |  |  |  |                      |  |  |  |  |  |  |  |                                       |
|                      |  |  |  |  |  |  |  |                        |  |  |  |  |  |  |  |                       |  |  |  |  |  |  |  |                      |  |  |  |  |  |  |  |                                       |
|                      |  |  |  |  |  |  |  |                        |  |  |  |  |  |  |  |                       |  |  |  |  |  |  |  |                      |  |  |  |  |  |  |  | Rikard, hertig av York                |
|                      |  |  |  |  |  |  |  |                        |  |  |  |  |  |  |  |                       |  |  |  |  |  |  |  |                      |  |  |  |  |  |  |  |                                       |
|                      |  |  |  |  |  |  |  |                        |  |  |  |  |  |  |  |                       |  |  |  |  |  |  |  | Edvard IV av England |  |  |  |  |  |  |  |                                       |
|                      |  |  |  |  |  |  |  |                        |  |  |  |  |  |  |  |                       |  |  |  |  |  |  |  |                      |  |  |  |  |  |  |  |                                       |
|                      |  |  |  |  |  |  |  |                        |  |  |  |  |  |  |  |                       |  |  |  |  |  |  |  |                      |  |  |  |  |  |  |  | Cecily Neville                        |
|                      |  |  |  |  |  |  |  |                        |  |  |  |  |  |  |  |                       |  |  |  |  |  |  |  |                      |  |  |  |  |  |  |  |                                       |
|                      |  |  |  |  |  |  |  |                        |  |  |  |  |  |  |  | Elizabeth av York     |  |  |  |  |  |  |  |                      |  |  |  |  |  |  |  |                                       |
|                      |  |  |  |  |  |  |  |                        |  |  |  |  |  |  |  |                       |  |  |  |  |  |  |  |                      |  |  |  |  |  |  |  |                                       |
|                      |  |  |  |  |  |  |  |                        |  |  |  |  |  |  |  |                       |  |  |  |  |  |  |  |                      |  |  |  |  |  |  |  | Rikard Woodville, 1:e earl Rivers     |
|                      |  |  |  |  |  |  |  |                        |  |  |  |  |  |  |  |                       |  |  |  |  |  |  |  |                      |  |  |  |  |  |  |  |                                       |
|                      |  |  |  |  |  |  |  |                        |  |  |  |  |  |  |  |                       |  |  |  |  |  |  |  | Elizabeth Woodville  |  |  |  |  |  |  |  |                                       |
|                      |  |  |  |  |  |  |  |                        |  |  |  |  |  |  |  |                       |  |  |  |  |  |  |  |                      |  |  |  |  |  |  |  |                                       |
|                      |  |  |  |  |  |  |  |                        |  |  |  |  |  |  |  |                       |  |  |  |  |  |  |  |                      |  |  |  |  |  |  |  | Jacquetta av Luxembourg               |
|                      |  |  |  |  |  |  |  |                        |  |  |  |  |  |  |  |                       |  |  |  |  |  |  |  |                      |  |  |  |  |  |  |  |                                       |
| Edvard VI av England |  |  |  |  |  |  |  |                        |  |  |  |  |  |  |  |                       |  |  |  |  |  |  |  |                      |  |  |  |  |  |  |  |                                       |
|                      |  |  |  |  |  |  |  |                        |  |  |  |  |  |  |  |                       |  |  |  |  |  |  |  |                      |  |  |  |  |  |  |  | John Seymour                          |
|                      |  |  |  |  |  |  |  |                        |  |  |  |  |  |  |  |                       |  |  |  |  |  |  |  |                      |  |  |  |  |  |  |  |                                       |
|                      |  |  |  |  |  |  |  |                        |  |  |  |  |  |  |  |                       |  |  |  |  |  |  |  | John Seymour         |  |  |  |  |  |  |  |                                       |
|                      |  |  |  |  |  |  |  |                        |  |  |  |  |  |  |  |                       |  |  |  |  |  |  |  |                      |  |  |  |  |  |  |  |                                       |
|                      |  |  |  |  |  |  |  |                        |  |  |  |  |  |  |  |                       |  |  |  |  |  |  |  |                      |  |  |  |  |  |  |  | Elizabeth Coker                       |
|                      |  |  |  |  |  |  |  |                        |  |  |  |  |  |  |  |                       |  |  |  |  |  |  |  |                      |  |  |  |  |  |  |  |                                       |
|                      |  |  |  |  |  |  |  |                        |  |  |  |  |  |  |  | John Seymour          |  |  |  |  |  |  |  |                      |  |  |  |  |  |  |  |                                       |
|                      |  |  |  |  |  |  |  |                        |  |  |  |  |  |  |  |                       |  |  |  |  |  |  |  |                      |  |  |  |  |  |  |  |                                       |
|                      |  |  |  |  |  |  |  |                        |  |  |  |  |  |  |  |                       |  |  |  |  |  |  |  |                      |  |  |  |  |  |  |  | George Darell                         |
|                      |  |  |  |  |  |  |  |                        |  |  |  |  |  |  |  |                       |  |  |  |  |  |  |  |                      |  |  |  |  |  |  |  |                                       |
|                      |  |  |  |  |  |  |  |                        |  |  |  |  |  |  |  |                       |  |  |  |  |  |  |  | Elizabeth Darrell    |  |  |  |  |  |  |  |                                       |
|                      |  |  |  |  |  |  |  |                        |  |  |  |  |  |  |  |                       |  |  |  |  |  |  |  |                      |  |  |  |  |  |  |  |                                       |
|                      |  |  |  |  |  |  |  |                        |  |  |  |  |  |  |  |                       |  |  |  |  |  |  |  |                      |  |  |  |  |  |  |  | Margaret Stourton                     |
|                      |  |  |  |  |  |  |  |                        |  |  |  |  |  |  |  |                       |  |  |  |  |  |  |  |                      |  |  |  |  |  |  |  |                                       |
|                      |  |  |  |  |  |  |  | Jane Seymour           |  |  |  |  |  |  |  |                       |  |  |  |  |  |  |  |                      |  |  |  |  |  |  |  |                                       |
|                      |  |  |  |  |  |  |  |                        |  |  |  |  |  |  |  |                       |  |  |  |  |  |  |  |                      |  |  |  |  |  |  |  |                                       |
|                      |  |  |  |  |  |  |  |                        |  |  |  |  |  |  |  |                       |  |  |  |  |  |  |  |                      |  |  |  |  |  |  |  | Philip Wentworth                      |
|                      |  |  |  |  |  |  |  |                        |  |  |  |  |  |  |  |                       |  |  |  |  |  |  |  |                      |  |  |  |  |  |  |  |                                       |
|                      |  |  |  |  |  |  |  |                        |  |  |  |  |  |  |  |                       |  |  |  |  |  |  |  | Henry Wentworth      |  |  |  |  |  |  |  |                                       |
|                      |  |  |  |  |  |  |  |                        |  |  |  |  |  |  |  |                       |  |  |  |  |  |  |  |                      |  |  |  |  |  |  |  |                                       |
|                      |  |  |  |  |  |  |  |                        |  |  |  |  |  |  |  |                       |  |  |  |  |  |  |  |                      |  |  |  |  |  |  |  | Mary Clifford                         |
|                      |  |  |  |  |  |  |  |                        |  |  |  |  |  |  |  |                       |  |  |  |  |  |  |  |                      |  |  |  |  |  |  |  |                                       |
|                      |  |  |  |  |  |  |  |                        |  |  |  |  |  |  |  | Margery Wentworth     |  |  |  |  |  |  |  |                      |  |  |  |  |  |  |  |                                       |
|                      |  |  |  |  |  |  |  |                        |  |  |  |  |  |  |  |                       |  |  |  |  |  |  |  |                      |  |  |  |  |  |  |  |                                       |
|                      |  |  |  |  |  |  |  |                        |  |  |  |  |  |  |  |                       |  |  |  |  |  |  |  |                      |  |  |  |  |  |  |  | John Say                              |
|                      |  |  |  |  |  |  |  |                        |  |  |  |  |  |  |  |                       |  |  |  |  |  |  |  |                      |  |  |  |  |  |  |  |                                       |
|                      |  |  |  |  |  |  |  |                        |  |  |  |  |  |  |  |                       |  |  |  |  |  |  |  | Ann Sey              |  |  |  |  |  |  |  |                                       |
|                      |  |  |  |  |  |  |  |                        |  |  |  |  |  |  |  |                       |  |  |  |  |  |  |  |                      |  |  |  |  |  |  |  |                                       |
|                      |  |  |  |  |  |  |  |                        |  |  |  |  |  |  |  |                       |  |  |  |  |  |  |  |                      |  |  |  |  |  |  |  | Elizabeth Cheney                      |
|                      |  |  |  |  |  |  |  |                        |  |  |  |  |  |  |  |                       |  |  |  |  |  |  |  |                      |  |  |  |  |  |  |  |                                       |

### Originalcitat
1. ↑  "whom we hungered for so long"
2. ↑  "their was shott at the Tower that night above two thousand gonnes"
3. ↑  "a Prince, conceived in most lawful matrimony between my Lord the King's Majesty and us"
4. ↑  "Divine Providence ... hath mingled my joy with bitterness of the death of her who brought me this happiness"
5. ↑  "dallying with him in his arms... and so holding him in a window to the sight and great comfort of the people"
6. ↑  "among the women"
7. ↑  "this whole realm's most precious jewel"
8. ↑  "learning of tongues, of the scripture, of philosophy, and all liberal sciences"
9. ↑  "of her own working"
10. ↑  "most dear mother"
11. ↑  "I received so many benefits from you that my mind can hardly grasp them"
12. ↑  "a marvellous sweet child, of very mild and generous condition"
13. ↑  "put all to fire and sword, burn Edinburgh town, so razed and defaced when you have sacked and gotten what ye can of it, as there may remain forever a perpetual memory of the vengeance of God lightened upon [them] for their falsehood and disloyalty"
14. ↑  "from that moment his autocratic system was complete"
15. ↑  "beggarly king"
16. ↑  "bear rule as other kings do"
17. ↑  "of folly and of mistaking"
18. ↑  "because certain commissions were sent down to pluck down enclosures"
19. ↑  "Every man of the council have misliked your proceedings ... would to God, that, at the first stir you had followed the matter hotly, and caused justice to be ministered in solemn fashion to the terror of others ..."
20. ↑  "Me thinks I am in prison"
21. ↑  "ambition, vainglory, entering into rash wars in mine youth, negligent looking on Newhaven, enriching himself of my treasure, following his own opinion, and doing all by his own authority"
22. ↑  "the duke of Somerset had his head cut off upon Tower Hill between eight and nine o'clock in the morning"
23. ↑  "an articulate puppet against a mature, precocious, and essentially adult king"
24. ↑  "Like Somerset, he became quasi-king; the difference was that he managed the bureaucracy on the pretence that Edward had assumed full sovereignty, whereas Somerset had asserted the right to near-sovereignty as Protector"
25. ↑  "fair diamond"
26. ↑  "to attend no longer to foreign dances and merriments which do not become a most Christian princess"
27. ↑  "the arrival of the English Church at protestantism"
28. ↑  "as if she had been Queen of England"
29. ↑  "Devise for the succession"
30. ↑  "with a display truly regal"
31. ↑  "with sharp words and angry countenance"
32. ↑  "into the Council Chamber ... being in a great rage and fury, trembling for anger, and amongst his rageous talk called the said Sir Edward, 'Traitor', and further said that he would fight in his shirt with any man in that quarrel"
33. ↑  "if they refused to do that, they were traitors"
34. ↑  "The actual possession of power is a matter of great importance, especially among barbarians like the English"
35. ↑  "lack of issue of my body"
36. ↑  "teenage dreams of founding an evangelical realm of Christ"
37. ↑  "Edward had a couple of co-operators, but the driving will was his"
38. ↑  "barring Mary from the succession was a cause in which the young King believed"
39. ↑  "he suffers a good deal when the fever is upon him, especially from a difficulty in drawing his breath, which is due to the compression of the organs on the right side ... I opine that this is a visitation and sign from God"
40. ↑  "the matter he ejects from his mouth is sometimes coloured a greenish yellow and black, sometimes pink, like the colour of blood"
41. ↑  "I am glad to die"
42. ↑  "I am faint; Lord have mercy upon me, and take my spirit"
43. ↑  "wepyng and lamenting"
44. ↑  "the disease whereof his majesty died was the disease of the lungs"
45. ↑  "a few lewd, base people"